# アンドリュー・シンクレア (植物学者)

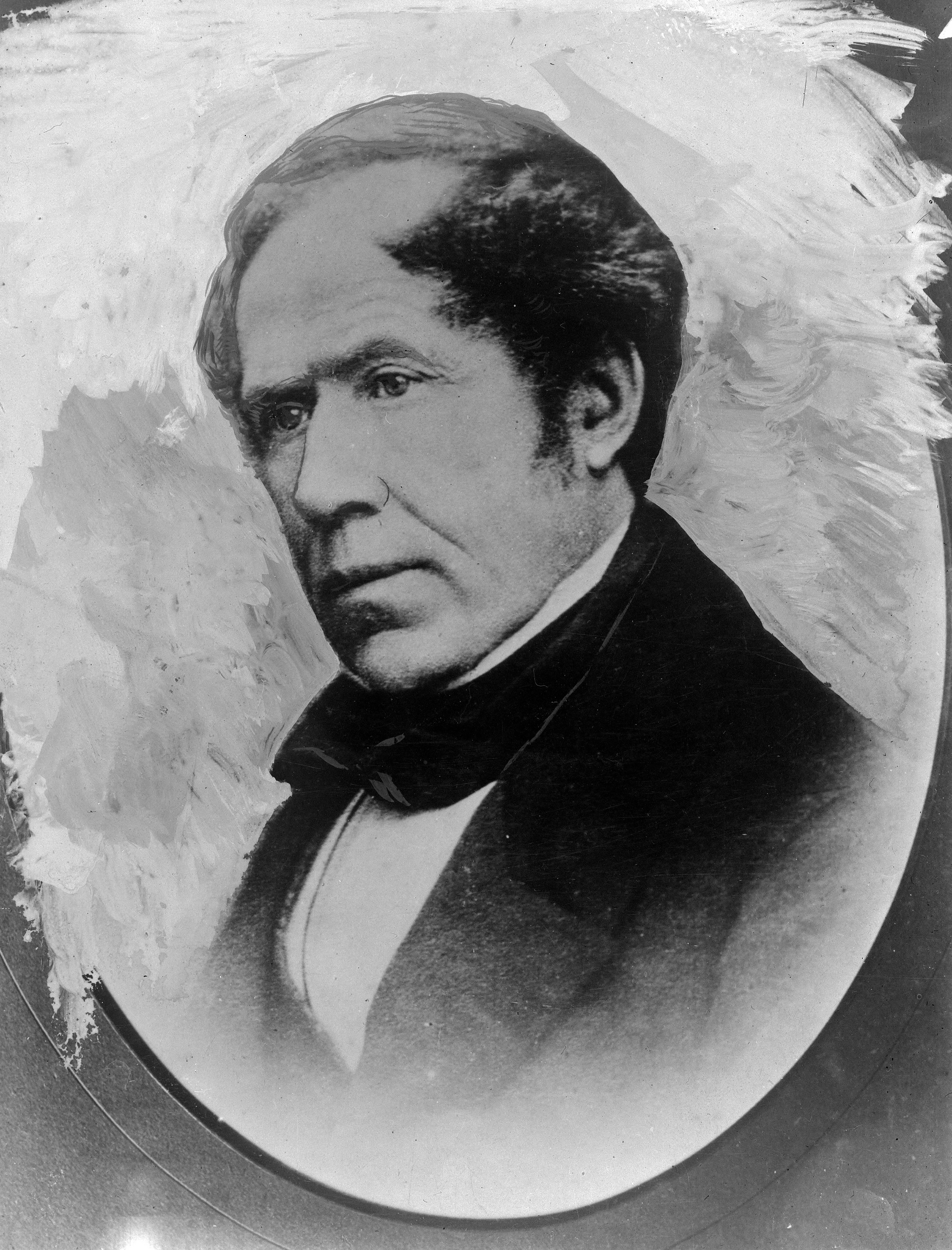
アンドリュー・シンクレア

アンドリュー・シンクレア（Andrew Sinclair、1794年4月13日 – 1861年3月26日）は、イギリスの軍医である。植物の収集家として知られる。ニュージーランドの2代目の植民地省長官（Colonial Secretary）を務めた。

## 生涯
スコットランド、レンフルシャーのPaisleyの織物業者の家に生まれた。グラスゴー大学で医学を学びパリのシャリテ病院（Hôpital de la Charité）で外科医の訓練をうけた。エディンバラ大学で学び1818年に医学博士となった。1822年にイギリス海軍で軍医となり、1823年から1833年の間、喜望峰や地中海に配属されたオーウェン・グレンダウワ号（HMS Owen Glendower）の船医を務め、余暇に植物や動物の採集を行い、大英博物館に送った。1835年にフレデリック・ビーチー（Frederick William Beechey）に率いられた南米海岸の調査隊を運ぶサルファー号（HMS Sulphur）の船医となりカリフォルニア、メキシコ、中南米の植物を集めることができた。植物収集家として有名になったが1839年に健康を害して、イギリスに戻った。
健康が回復すると、オーストラリアへの囚人輸送船の船医を務め、オーストラリアの港で植物収集を行うことができた。1841年にフェーバリット号（HMS Favourite）でニュージーランドのアイランズ湾を訪れ、南極探検に向かうロスらの一行と出会った。ウィリアム・コレンソやジョセフ・ダルトン・フッカーらとアイランズ湾の採集を行った。大英博物館に送られた貝類や昆虫の収集物は、分類学的研究を始める契機となった。1842年にスコットランドに帰国した。
1843年に囚人輸送船、アシアティク（Asiatic）でタスマニアを訪れ帰還中にシドニーで船医をやめた。ニュージーランド総督となったロバート・フィッツロイと出会い、ニュージーランドで自由に活動することが認められた。フィッツロイの植民地経営は困難を極め、シンクレアは解任されたウィロビー・ショートランドの代わりに植民地省長官（Colonial Secretary）に任じられた。歴代のニュージーランド総督のもとで12年間、長官を務めた。
政治的な活動から引退後、スコットランドに住み科学者たちの中で過ごした。1857年、ロンドン・リンネ協会の会員に選ばれた。1859年にニュージーランドの植物のハンドブックの資料の収集のためにニュージーランドに戻ったが、1861年にクック山の探検中に増水したランギタタ川で溺死した。